# Wolfgang Scheidel
Wolfgang Scheidel (* 1. března 1943, Erfurt) je bývalý německý sáňkař. Reprezentoval Německou demokratickou republiku („Východní Německo“).
Na olympijských hrách v Sapporu roku 1972 vyhrál závod jednotlivců. Zlato má i z mistrovství světa, ze soutěže dvojic. Roku 1965 ho získal spolu s Michaelem Köhlerem. Jeho nejlepším individuálním výsledkem na světovém šampionátu bylo dvakrát třetí místo (1969, 1970). Má též dvě singlová stříbra z mistrovství Evropy (1970, 1971). Po skončení závodní kariéry pracoval jako trenér mládeže v ASK Oberhof, a to až do roku 1977. Poté a stal se sportovním instruktorem v rekreačním domě Nationale Volksarmee (východoněmecké armády). Po znovusjednocení Německa se stal majitelem kyslíkové stanice ve svém domovském městě Ilmenau.